# Nachiketa Chakraborty
Nachiketa (nacidoen bengalí: নচিকেতা চক্রবর্তী Nachiketa Chakraborty, n. en Jhalokati, Bangladés, el 1 de septiembre de 1964) es un cantautor y compositor indio-bengalí, conocido por sus modernas letras bengalíes y el modo natural de canto. Él alcanzó la fama en la década de 1990, con el lanzamiento de su álbum debut  Ei Besh Bhalo Achhi .

## Primeros años de vida
Empezó a componer e interpretar como estudiante de Maharaja Manindra Chandra universidad en el norte de Calcuta, Shyambazar, un colegio afiliado de la Universidad de Calcuta. En 1993 su primer álbum Ei valo besh achi fue puesto en libertad.; fue un éxito instantáneo. En la etapa inicial tuvo un gran fan de la juventud siguiente, pero poco a poco se ha tocado oyentes de todas las edades. El lenguaje coloquial de inmediato golpeó el estancamiento de la música bengalí en los años 90. Siguiendo el camino de Kabir Suman (el entonces Suman Chattopadhay), Nachiketa cambió el concepto secular de bengalíes letras.

## Discografía

### Álbumes en solitario

#### Ei Besh Bhalo Achhi(1993)
- Antobihin Poth Cholai Jibon
- Chor Ultimate
- Ei Besh Bhalo Achhi
- Jakhon Somay Thomke Daray
- Keu Bole Buro Bham
- Kolkata
- Mon Diye LekhaPora
- Nilanjona
- Sare Jahan Se Achcha
- Shunbo Na Gaan
- Sudhu Bish Sudhu Bish Dao
- Tumi Ki Amai Bhalobasho

#### Ke Jay(1994)
- Ambition
- Ke Jay
- Anirban(1)
- Ek Din Jhor Theme Jabe
- Baro Taka
- Nilanjona(2)
- Swadhinata
- Roj Ghum Theke Otha
- Amaderto Kicchui Nei
- Kalo Meye
- Eito Jibon
- Nilanjona (3)

#### Ki Hobe(1995)
- Bhoy
- Ki Hobe?
- Purono Diner Gaan
- Shokal Theke Lukochuri
- Eka Eka Potho Chola
- Ulto Rajar Deshe
- Kono Ek Meye
- Madarir Gaan
- Anya Premer Gaan
- Nilanjona (4)

#### Chol Jabo Toke Niye(1996)
- 201 Dharmatala
- Chol Jabo Toke Niye
- Feriwala
- Kore Michil
- Poulami
- Shatabdi
- Jaiona Jaiona Konya
- Ahare
- Tumi Ke
- Anirban(2)

#### Kuasha Jokhon(1997)
- Kuasha Jokhon
- E Mon Byakul jakhon Takhon
- E Mon Byakul jakhon Takhon (Female)
- It’s A Game
- Ek Boka Buror Galpo Shono
- Eri Nam Holo Benche Thaka
- Andhokar Sharoni Dhore

#### Ami-E Pari(1998)
- Sarkari Karmochari
- Rajashri(1)
- Coffee House
- Shrabono Ghanay
- MTV Generation(Abishaser Rin)
- Matha Debo Na
- Bashbei Bhalo
- Nilame Uthche Desh
- Mulazim Hoon Sarkari

#### Dolchhut(1999)
- Dere Nana
- Ekush
- Bibhabari Jago
- Jibita Bibahita
- Bridhashram
- Chhut
- Rajashri (2)
- E Samay Asamay

#### Daybhaar(2000)
- Pagla Jagai
- Tumi Kakhano Sunechho Ki
- Mon Bhese Chale
- Satak Aase Satak Jai
- Din Jay Din Chale Jay
- Aamader Janye
- Achena E Sahare
- Bhenge Jai Bissas
- Aanka Banka Sarakta

#### Ekla Choltey Hoy(2002)
- Box Office
- Ekla Chalte Hay
- Nagar Jiban
- Ghum Aaire
- Khokon
- Na Na Chai Na
- Pacemaker
- Intellectual
- Rajashri (3)

#### Mukhomukhi(2003)
- E ki labonnye purno
- Amar moner koner
- Prane Gaan Nai
- BhagerMa Naaki Ganga Paina
- Srabono Ghonoi
- Pinakete Lage Tankar
- Tomar Kache A bar
- Kono Ek Ulto Rajar Deshe
- Ami Mukhhu Sukku Manush
- Ek Bas Hi Tu-Ghazal
- Sawan Ghazal
- Abar Esheche Asar
- Jharo Jharo Barshe

#### Ei Agune Haath Rakho(2004)
- Din Seshe Ratri Aase
- O Daktar
- Kapal Aamar Manda
- Aamar Buker Jaala
- Aai Aagune Hath Rakho
- Ichhchhera Dine Raate
- Bal Na Bal Na
- Man Chay
- Tumi Aasbe Bale
- Rajaoshri (4)

#### Amar Katha Amar Gaan(2005)
- Keno Aaj Mon Fire Jai
- Raat Ghumalo Chand Ghumalo
- Hai Amay Bole De
- Bolo Ki Chilo Proyojon
- Prothom Pronoyo Duchokhe
- Jodi Oi Chokher Tarai
- Shrabono Dinete Jodi
- Dao Jodi Firiye
- Nare Nare Nare Jibon

#### Tirjaak(2007)
- Khyapa
- Buro Saloman
- Abchhaya raate
- Amar sona
- Anirban (3)
- Sahar o Tumi
- Hasir Gaan
- Dujan Manush
- Bojhai Roj Roj
- Aditya Sen
- anirban

#### Ebar Nilanjan(2008)
- Hote Parto Onek Kichui
- Chater Chadare Mora Chhot
- Ke Rakhe Khoj
- Na Mele Na
- Bujhbena Se Konodin
- E Jibone Kichui Mele Na

#### Hawa Bodol(2011)
- Hawa Badal
- Ratri Ghanai
- Bhabana
- Andher Deshe
- Jukti
- Madhyabitta
- Hawa Badol- Track

#### Sob Kotha Bolte Nei(2012)
- Afrin Afrin
- Bhalobashi Bole
- Kaar Chokher Jole
- Mon Maane Na
- Raat Jaga Tara
- Sob Kotha Bolte Nei
- Swapner Pata Jhore Jay
- Tor Duchokhe

#### Asomoy(2012)
- Ae Samoy Asamoy

#### Drishtikon(2014)
- Amar Porano
- Esechile (Acoustic)
- Esechile
- Jete Jete Ekla
- Momo Chitte
- Na Sojoni Na
- Nodi Apon Bege

### Otros Álbumes con otros artistas

#### Balika
- Ahaoban
- Balika
- Ei Manush Manush Hobe
- Ekdin Jaboi Chole
- Jodi Hotat Abar
- Jole Boke Ki Agun
- Maje Maje Prithibita Soto Mone Hooy
- Red Rose
- Shabujer Fike Rong
- Shopno Dekhe Mon

#### Bonolata
- Anmone Tary Chobi
- Bonde Mataram
- Bondho Namok Pothe
- Bonolota
- Dekhe Jaa
- Dole Dole Dole A Mon
- Jhore Pagol Hoya
- Jokhon Amar Boyosh Silo Pach

#### Din Bodoler Gan(2011)
- Bhoy Paeo Na Bhoy- Sudeshna. Gurucharan, Smita
- Firiye Dao- Aditi
- Jabdo Korbe Kake _Gurucharan Sing
- Jakhon Tomar Bhangbe Ghum- Gurucharan Sing, Tamal, Antara
- Ke Dekhabe Poth- Nachiketa
- Kobita-Sibaji Panja
- Protibaad Agun- Gurucharan Sing. Tamal. Sudeshna. Smita
- Tar Duto Chokh-Nachiketa

#### Ei Pratham, Ei Samay, Ei Gaan, Ei Dujan(1997)
- A Song For Pete
- Chand Kahe Chameli Go
- Ek Muhurte Firiye Dile
- Jaage Jaage Raat
- Jadi Hathat Aabar Dekha Hoy
- Khaoar Gaan
- Khata Dekhe Gaan Geona
- Nayantara
- Nijer Balte Eitukui To
- Paata Jhara Marshume
- Shola Tha Jalbujha
- Suryadayer Raage
- Tinte Bandar

#### Ekhon Takhon
- Bibhabari Jago
- Chut
- Ekdin Jaboi Chole
- Eree Nam Holo Beche Thaka
- Jole Boke Ki Agun
- Maje Maje Prithibita Soto Mone Hooy
- Shabujer Fike Rong
- Srabon Ghonay

#### Fire Dekha
- Bela Boye
- Etihash Lekha.mp
- Hoyto Tumar Hat
- Jhore Jaoa Tara
- Mritto Ashok
- Pasha Pashy Ajo Asi
- Raj Nijjom
- Shoni Saj Belar Se Gan

#### Hothat Bristi(1998)
- Ekdin Swapner Din
- Ghom Ashe Na
- Hothat Bristy
- Sonali Prantore

#### Ishq Bawri(2012)
- Ei Bristi Anasrishti
- Ekla Mon Ei Mon
- Ishq Sadhana Ishq Kamana
- Phooler Mato Kamal Tumi
- Sona Jhara Ei Je Sakal

#### Katakoty(2012)
- Agun Thakbe Klanto Buke
- Khelchhe Katakuti Somoy (Male)

#### Shomoyer Danai
- Amar Moner Ai Sonno
- Amar Shopne Dekha
- Anmone Tar Chobi
- Dekhe Jaa
- Dore Tepantor
- Eije Rokte Ghame Lekha
- Football
- Ghom Ashe Na
- Hater Mothoi Jody
- Hothat Bristy
- Jemon Dekho Tumar
- Kal Ja Hoiny
- Koto Chena
- Odor Bodor
- Shomoyer Sroter Danai

#### Swapner Shahar
- Aaj Bodle Geche Din
- Ami Ek Feriola Vai
- E Shob Amderi Jonne
- Nare Na Daony
- Nilanjona 2
- Pagla Jogai
- Rel Line A Body Debo
- Shob Ghotena Ek Jibone
- Shopner Shohor

### Álbumes con otros artistas
- Duea Duea Char
- Yatra (colección de Sangeet Rabindra con Ustaad Rashid Khan) (2009)
- Abishkar (with Subhamita & Mou)
- Feere Dekha (with Subhamita)
- Jodi Hothat Abar (with Sudeshna Ganguly)
- Ami Noi Se Ami (with Mousumi Das)(2008)
- Ebar Safar (with Anwesha Dutta Gupta)(2009)

### Cantante de reproducción
- Jeevan Yudh (1997)
- Hothat Bristi (1998)
- Katakuti 2011
- Sedin Chaitra Mash
- Mumbai Cutting (unreleased) (2009)
- Go for Goals (2009)
- 10:10 (2008)
- Khela (2008)
- The Bong Connection (2007)
- Omkara (2006)
- Netaji Subhas Chandra Bose: The Forgotten Hero (2005)
- Jackpot (2009)
- Challenge
- Josh (2010)
- Target (2010)
- Madly Bangaly (2009)
- Prem Amar (2009)
- Handa & Vonda (2011)

### Director Musical
- Hothat Bristi (1998)
- Hum (The Unity) (inédito) (2009)
- Samudra Sakshi (2004)
- Go for Goals (2009)
- Katakuti
- TV serial Tumi Asbe Bole (STAR Jalsha, 2014)

### Actor
- Katakuti (2012)
- Khelaghor
- Ei Besh Bhalo Achhi (1993)
- Ke Jaay (1994)
- Kuasha Jakhan (1997)